# Josef Blasisker
Josef Blasisker (* 19. März 1952 in Lienz) ist ein österreichischer Landwirt, Landesbeamter und Politiker (FPÖ). Blasisker vertrat im Jahr 2002 die FPÖ als Abgeordneter im Österreichischen Nationalrat.

## Ausbildung und Beruf
Josef Blasisker besuchte zwischen 1958 und 1967 die Volks- und Hauptschule und absolvierte im Anschluss bis 1970 die Handelsschule. Er leistete von 1971 bis 1972 den Präsenzdienst ab und besuchte 1990 die Verwaltungsakademie.
Blasisker ist seit 1972 Landwirt und Beamter der Bezirkshauptmannschaft Lienz.

## Politik
Blasisker ist seit 1998 Gemeinderat in Lienz und wurde im selben Jahr zum Stadtparteiobmann der FPÖ und zum Bezirksparteiobmann-Stellvertreter gewählt. Derzeit ist Blasisker Bezirksparteiobmann des Bezirks Lienz. Im Jahr 2000 wurde er auch in den Landesparteivorstand der FPÖ Tirol gewählt und wirkte ab 1990 als Mitglied des Kammervorstandes in der Bezirkslandwirtschaftskammer Lienz. 
Blasisker hat zudem zahlreiche Funktionen in landwirtschaftlichen Organisationen. Er ist seit 1982 Gebietsobmann von Lienz für die Rinderzucht in Osttirol, war zwischen 1984 und 1998 Orts- und Gebietsbauernobmann von Lienz sowie Mitglied des Bezirks- und Landesbauernrates und ist seit 1992 Obmann der ARGE Osttirol Vieh. Zudem ist Blasisker seit 1996 Obmann-Stellvertreter des Tiroler Fleischrinderzuchtverbandes und seit 1999 Obmann-Stellvertreter der freien Bauern Tirols. 
Blasisker vertrat zwischen dem 30. Jänner 2002 und dem 19. Dezember die FPÖ im Nationalrat. Bei der Nationalratswahl 2008 kandidierte er auf einem Kampfmandat an Platz 23. der Bundesliste.